# 케이브 (영화)
《케이브》(영어: The Cave)는 2005년에 개봉한 미국의 괴수 영화이다.

## 출연
- 에디 시브리언 - 타일러 매캘리스터 역
- 콜 하우저 - 잭 매캘리스터 역
- 모리스 체스트넛 - 톱 뷰캐넌 역
- 리나 히디 - 캐스린 제닝스 박사 역
- 파이퍼 페러보 - 찰리 역
- 릭 래버넬로 - 브리그스 역
- 대니얼 대 김 - 앨릭스 김 역
- 키런 다시스미스 - 스트로드 역
- 마르첼 이우레슈 - 니컬라이 박사 역
- 브라이언 스틸 - 괴물 역

## 우리말 녹음
SBS 성우진
- 안지환 - 잭(콜 하우저)
- 윤세웅 - 타일러(에디 시브리언)
- 최원형 - 브리그스(릭 래버넬로)
- 오길경 - 캐스린(리나 히디)
- 임채헌 - 톱(모리스 체스트넛)
- 설영범 - 니컬라이(마르첼 이우레슈)
- 이상훈 - 스트로드(키런 다시스미스)
- 김두희 - 앨릭스(대니얼 대 김)
- 김서영 - 찰리(파이퍼 페러보)
- 조영호 - 코빈(졸탄 부투크)